# Electric (álbum de Pet Shop Boys)
Electric es el título del duodécimo álbum de estudio del dúo británico Pet Shop Boys, lanzado el 15 de julio de 2013. Este es el primer álbum de la banda que no se publicará por Parlophone, y fue lanzado con el propio sello del dúo, x2, a través de Kobalt Label Services. El álbum debutó en el puesto número 3 de la lista de álbumes del Reino Unido y alcanzó el número 26 en el Billboard 200 de los Estados Unidos vendiendo alrededor de 11 000 copias en su primera semana, convirtiéndose en su álbum de estudio de mejor desempeño, desde cuando lideró la lista en 1993.

## Antecedentes y lanzamiento
El 14 de marzo de 2013, sorprendieron a todo el mundo con el anuncio de este nuevo álbum, dicha sorpresa se produce porque el dúo tiene como costumbre sacar sus discos en un periodo de tres años, pero a este sólo le separa un intervalo de 10 meses de su anterior trabajo.

## Pistas del álbum
Todas las canciones escritas y compuestas por 
Neil Tennant, 
Chris Lowe, excepto los indicados. 
| N.º | Título                                                         | Duración |  |
| 1.  | «Axis»                                                         | 5:32     |  |
| 2.  | «Bolshy»                                                       | 5:44     |  |
| 3.  | «Love Is a Bourgeois Construct» (Pet Shop Boys, Michael Nyman) | 6:41     |  |
| 4.  | «Fluorescent»                                                  | 6:16     |  |
| 5.  | «Inside a Dream»                                               | 5:37     |  |
| 6.  | «The Last to Die» (Bruce Springsteen)                          | 4:12     |  |
| 7.  | «Shouting in the Evening»                                      | 3:35     |  |
| 8.  | «Thursday» (con Example)                                       | 5:02     |  |
| 9.  | «Vocal»                                                        | 6:34     |  |